# 1.ª etapa do Giro d'Italia de 2018
A 1.ª etapa do Giro d'Italia de 2018 teve lugar a 4 de maio de 2018 em Jerusalém sobre um percurso de 9,7 km e foi ganhada pelo ciclista holandês Tom Dumoulin da equipa Sunweb quem iniciou com a Maglia Rosa a defesa do título obtido no ano anterior.
A primeira Maglia Ciclamino também foi para Tom Dumoulin, a primeira Maglia Bianca para o corredor alemão Maximilian Schachmann da equipa Quick-Step Floors e inicia a prova como melhor equipa a Katusha-Alpecin.

## Classificação da etapa
| \| Classificação por etapas \| Classificação por etapas \| Classificação por etapas \| Classificação por etapas \| Classificação por etapas \| \| Ciclista \| Ciclista \| Equipe \| Tempo \| \| \| ------------------------ \| ------------------------ \| ------------------------ \| ------------------------ \| ------------------------ \| \| 1. \| Tom Dumoulin \| Team Sunweb \| 12m02s \| \| \| 2. \| Rohan Dennis \| BMC Racing Team \| + 2s \| \| \| 3. \| Victor Campenaerts \| Lotto-Soudal \| + 2s \| \| \| 4. \| José Gonçalves \| Katusha-Alpecin \| + 12s \| \| \| 5. \| Alex Dowsett \| Katusha-Alpecin \| + 16s \| \| \| 6. \| Pello Bilbao \| Astana \| + 18s \| \| \| 7. \| Simon Yates \| Mitchelton-Scott \| + 20s \| \| \| 8. \| Maximilian Schachmann \| Quick-Step Floors \| + 21s \| \| \| 9. \| Tony Martin \| Katusha-Alpecin \| + 27s \| \| \| 10. \| Domenico Pozzovivo \| Bahrain-Merida \| + 27s \| \| |                       |                   |        |
| |                       |                   |        |
| Fonte: ProCyclingStats |                       |                   |        |
| Classificação por etapas |                       |                   |        |
| Ciclista | Ciclista              | Equipe            | Tempo  |
| 1. | Tom Dumoulin          | Team Sunweb       | 12m02s |
| 2. | Rohan Dennis          | BMC Racing Team   | + 2s   |
| 3. | Victor Campenaerts    | Lotto-Soudal      | + 2s   |
| 4. | José Gonçalves        | Katusha-Alpecin   | + 12s  |
| 5. | Alex Dowsett          | Katusha-Alpecin   | + 16s  |
| 6. | Pello Bilbao          | Astana            | + 18s  |
| 7. | Simon Yates           | Mitchelton-Scott  | + 20s  |
| 8. | Maximilian Schachmann | Quick-Step Floors | + 21s  |
| 9. | Tony Martin           | Katusha-Alpecin   | + 27s  |
| 10. | Domenico Pozzovivo    | Bahrain-Merida    | + 27s  |

## Classificações ao final da etapa

### Classificação geral
| \| Classificação geral \| Classificação geral \| Classificação geral \| Classificação geral \| Classificação geral \| \| Ciclista \| Ciclista \| Equipe \| Tempo \| \| \| ------------------- \| --------------------- \| ------------------- \| ------------------- \| ------------------- \| \| 1. \| Tom Dumoulin \| Team Sunweb \| 12m02s \| \| \| 2. \| Rohan Dennis \| BMC Racing Team \| + 2s \| \| \| 3. \| Victor Campenaerts \| Lotto-Soudal \| + 2s \| \| \| 4. \| José Gonçalves \| Katusha-Alpecin \| + 12s \| \| \| 5. \| Alex Dowsett \| Katusha-Alpecin \| + 16s \| \| \| 6. \| Pello Bilbao \| Astana \| + 18s \| \| \| 7. \| Simon Yates \| Mitchelton-Scott \| + 20s \| \| \| 8. \| Maximilian Schachmann \| Quick-Step Floors \| + 21s \| \| \| 9. \| Tony Martin \| Katusha-Alpecin \| + 27s \| \| \| 10. \| Domenico Pozzovivo \| Bahrain-Merida \| + 27s \| \| |                       |                   |        |
| |                       |                   |        |
| Fonte: ProCyclingStats |                       |                   |        |
| Classificação geral |                       |                   |        |
| Ciclista | Ciclista              | Equipe            | Tempo  |
| 1. | Tom Dumoulin          | Team Sunweb       | 12m02s |
| 2. | Rohan Dennis          | BMC Racing Team   | + 2s   |
| 3. | Victor Campenaerts    | Lotto-Soudal      | + 2s   |
| 4. | José Gonçalves        | Katusha-Alpecin   | + 12s  |
| 5. | Alex Dowsett          | Katusha-Alpecin   | + 16s  |
| 6. | Pello Bilbao          | Astana            | + 18s  |
| 7. | Simon Yates           | Mitchelton-Scott  | + 20s  |
| 8. | Maximilian Schachmann | Quick-Step Floors | + 21s  |
| 9. | Tony Martin           | Katusha-Alpecin   | + 27s  |
| 10. | Domenico Pozzovivo    | Bahrain-Merida    | + 27s  |

### Classificação por pontos
| Classificação por pontos | Classificação por pontos | Classificação por pontos | Classificação por pontos | Classificação por pontos |
| Ciclista                 | Ciclista                 | Equipe                   | Pontos                   |                          |
| ------------------------ | ------------------------ | ------------------------ | ------------------------ | ------------------------ |
| 1.                       | Tom Dumoulin             | Team Sunweb              | 15 pts                   |                          |
| 2.                       | Rohan Dennis             | BMC Racing Team          | 12 pts                   |                          |
| 3.                       | Victor Campenaerts       | Lotto-Soudal             | 9 pts                    |                          |
| 4.                       | José Gonçalves           | Katusha-Alpecin          | 7 pts                    |                          |
| 5.                       | Alex Dowsett             | Katusha-Alpecin          | 6 pts                    |                          |
| 6.                       | Pello Bilbao             | Astana                   | 5 pts                    |                          |
| 7.                       | Simon Yates              | Mitchelton-Scott         | 4 pts                    |                          |
| 8.                       | Maximilian Schachmann    | Quick-Step Floors        | 3 pts                    |                          |
| 9.                       | Tony Martin              | Katusha-Alpecin          | 2 pts                    |                          |
| 10.                      | Domenico Pozzovivo       | Bahrain-Merida           | 1 pt                     |                          |

### Classificação dos jovens
| Classificação dos jovens | Classificação dos jovens | Classificação dos jovens    | Classificação dos jovens | Classificação dos jovens |
| Ciclista                 | Ciclista                 | Equipe                      | Tempo                    |                          |
| ------------------------ | ------------------------ | --------------------------- | ------------------------ | ------------------------ |
| 1.                       | Maximilian Schachmann    | Quick-Step Floors           | 12m23s                   |                          |
| 2.                       | Valerio Conti            | UAE Team Emirates           | + 8s                     |                          |
| 3.                       | Mads Würtz               | Katusha-Alpecin             | + 9s                     |                          |
| 4.                       | Felix Großschartner      | Bora-Hansgrohe              | + 10s                    |                          |
| 5.                       | Rémi Cavagna             | Quick-Step Floors           | + 14s                    |                          |
| 6.                       | Sam Oomen                | Team Sunweb                 | + 21s                    |                          |
| 7.                       | Louis Vervaeke           | Team Sunweb                 | + 27s                    |                          |
| 8.                       | Ben O'Connor             | Dimension Data              | + 28s                    |                          |
| 9.                       | Chris Hamilton           | Team Sunweb                 | + 29s                    |                          |
| 10.                      | Fausto Masnada           | Androni Giocattoli-Sidermec | + 30s                    |                          |

### Classificações por equipas

#### Classificação por tempo
| Classificação por equipes | Classificação por equipes | Classificação por equipes | Classificação por equipes |
| Equipe                    | Equipe                    | Tempo                     |                           |
| ------------------------- | ------------------------- | ------------------------- | ------------------------- |
| 1.                        | Katusha-Alpecin           | 37m01s                    |                           |
| 2.                        | Team Sunweb               | + 33s                     |                           |
| 3.                        | Lotto Soudal              | + 39s                     |                           |
| 4.                        | BMC Racing Team           | + 41s                     |                           |
| 5.                        | Bora-Hansgrohe            | + 50s                     |                           |
| 6.                        | Astana                    | + 50s                     |                           |
| 7.                        | Movistar Team             | + 51s                     |                           |
| 8.                        | Quick-Step Floors         | + 52s                     |                           |
| 9.                        | UAE Team Emirates         | + 56s                     |                           |
| 10.                       | Mitchelton-Scott          | + 1m06s                   |                           |

#### Classificação por pontos
| Classificação por equipes | Classificação por equipes | Classificação por equipes | Classificação por equipes |
| Equipe                    | Equipe                    | Pontos                    |                           |
| ------------------------- | ------------------------- | ------------------------- | ------------------------- |

## Abandonos
- Kanstantsin Siutsou, por queda e fractura de vértebra no reconhecimento prévio ao início da etapa.[2]